# Packard Mayfair
La Mayfair è un'autovettura costruita dalla Packard dal 1951 al 1954.
Questo modello è stato prodotto solamente in una versione, hard-top, ed ha fatto parte della serie Senior. Dal 1936 infatti, la gamma Packard era contraddistinta da due serie: da un lato le lussuose Senior e dall'altro le più economiche Junior.
Avendo caratteristiche di prestigio, era in competizione con i modelli hard-top della Cadillac, della Buick e della Imperial, che conseguivano ottimi livelli di vendita.
Il modello fu sostituito nel 1955 dalla 400